# Rajd Nowej Zelandii 1991
Rajd Nowej Zelandii 1991 (22. Rothmans Rally New Zealand) – 22. Rajd Nowej Zelandii rozgrywany w Nowej Zelandii w dniach 26–30 czerwca. Była to siódma runda Rajdowych Mistrzostw Świata w roku 1991. Rajd został rozegrany na nawierzchni szutrowej. Bazą rajdu było miasto Auckland.

## Wyniki końcowe rajdu[1]
| Msc. | Kierowca        | Pilot           | Samochód                    | Czas    | Strata | Grupa | Punkty |
| ---- | --------------- | --------------- | --------------------------- | ------- | ------ | ----- | ------ |
| 1    | Carlos Sainz    | Luis Moya       | Toyota Celica GT-Four       | 6:57.18 | 0.0    | A8    | 20     |
| 2.   | Juha Kankkunen  | Juha Piironen   | Lancia Delta Integrale 16V  | 6:58.33 | +1.15  | A8    | 15     |
| 3.   | Didier Auriol   | Bernard Occelli | Lancia Delta Integrale 16V  | 6:59.36 | +2.18  | A8    | 12     |
| 4.   | Markku Alén     | Ilkka Kivimäki  | Subaru Legacy RS            | 7:03.02 | +5.44  | A8    | 10     |
| 5.   | Neil Allport    | Jim Robb        | Mazda 323 GTX               | 7:28.19 | +31.01 | A8    | 8      |
| 6.   | Rod Millen      | Tony Sircombe   | Mazda 323 GTX               | 7:30.51 | +33.33 | A8    | 6      |
| 7.   | Brian Stokes    | Jeff Judd       | Ford Sierra RS Cosworth 4x4 | 7:31.40 | +34.22 | A8    | 4      |
| 8.   | Ingvar Carlsson | Per Carlsson    | Mazda 323 GTX               | 7:42.38 | +45.20 | A8    | 3      |
| 9.   | Ross Meekings   | Steve March     | Toyota Celica GT-Four       | 7:46.43 | +49.25 | N4    | 2      |
| 10.  | Brian Watkin    | Stuart Roberts  | Subaru Legacy RS            | 7:47.17 | +49.59 | N4    | 1      |

## Klasyfikacja po 7 rundach
Tabele przedstawiają tylko pięć pierwszych miejsc.

### Kierowcy
| Lp. | Kierowca        | Pkt |
| --- | --------------- | --- |
| 1   | Carlos Sainz    | 95  |
| 2   | Juha Kankkunen  | 73  |
| 3   | Didier Auriol   | 54  |
| 4   | Massimo Biasion | 39  |
| 5   | Markku Alén     | 30  |

### Producenci
| Lp. | Producent  | Pkt |
| --- | ---------- | --- |
| 1   | Toyota     | 94  |
| 2   | Lancia     | 91  |
| 3   | Ford       | 28  |
| 4   | Subaru     | 20  |
| 5   | Mitsubishi | 14  |